# Horizontina
Horizontina is een gemeente in de Braziliaanse deelstaat Rio Grande do Sul. De gemeente telt 19.131 inwoners (schatting 2009).

## Aangrenzende gemeenten
De gemeente grenst aan Crissiumal, Doutor Maurício Cardoso, Nova Candelária, Três de Maio en Tucunduva.